# Muzyka żałobna
Musique funebre, czyli Muzyka żałobna – utwór Witolda Lutosławskiego na orkiestrę smyczkową podzieloną na 10 głosów (I, II, III, IV skrzypce, I, II altówki, I, II wiolonczele, I, II kontrabasy). Dedykacja: "à la memoire de Béla Bartók". Utwór trwa około 14 minut.

## Powstanie utworu
Inspiratorem powstania „Muzyki żałobnej” był polski dyrygent, Jan Krenz, który w 1954 poprosił Lutosławskiego o skomponowanie utworu symfonicznego na 10. rocznicę śmierci węgierskiego kompozytora Beli Bartóka, która wypadała w 1955.  
Lutosławski przypuszczał początkowo, że napisanie tego utworu zajmie mu kilka miesięcy, jednak „trudności warsztatowe” sprawiły, że praca przedłużyła się. Utwór ukończony został na początku 1958 i wykonany został po raz pierwszy w Katowicach 26 marca 1958 przez WOSPR pod dyrekcją Jana Krenza. 

## Struktura utworu
„Muzyka żałobna” wykorzystuje wszystkie dwanaście stopni skali temperowanej i niezależna jest od tradycji tonalnej.
Utwór składa się z czterech części (Prolog, Metamorfozy, Apogeum, Epilog), które są jednak ogniwami właściwie jednej części, będącej narastającym crescenda, które prowadzi do kulminacji, po której następuje spadek napięcia.
- Prolog jest kanonem. Nawiązuje do niego Epilog, gdzie fragmenty Prologu powracają w odwróceniu.
- Tytuł cz. II "Metamorfozy" odnosi się do sposobu traktowania serii. Jest to 24-dźwiękowa seria zbudowana zaledwie z dwóch interwałów: trytonu i małej sekundy, która w tej części powtarza się  12 razy, zawsze ze zmianami. Po raz pierwszy rozpoczyna się na dźwięku f. Za każdym następnym razem pojawia się w transpozycji o kwintę w dół. Pomiędzy  dźwięki serii wprowadzane są inne dźwięki. "Metamorfozom" podlega również harmonia, bo pojawia się coraz więcej interwałów, aż w siódmej metamorfozie występują wszystkie możliwe interwały, od prymy po oktawę. Równocześnie zwiększa się ruch, w wyniku czego od ćwierćnut przedzielanych pauzami narasta do gęstego tremola w ostatniej metamorfozie. Tym sposobem muzyka dochodzi do kulminacji: najgłośniejszej w całym utworze.
- Apogeum znajduje się w „złotym cięciu” całego utworu. Po kulminacji dźwięki stają się coraz dłuższe i coraz mniej zróżnicowane, aż zostają tylko dwa: a–b.
- Epilog: wyciszenie i uspokojenie.

## Znaczenie i odbiór utworu
Mimo tego, że utwór był poświęcony pamięci Bartóka, Witold Lutosławski podkreślał, że świadomie nie wzorował się na muzyce węgierskiego kompozytora. Lutosławski przyznawał, że powstanie „Muzyki żałobnej” było dla niego początkiem nowego okresu, w którym tworzył swój język artystyczny. 
Usiłowałem stworzyć zespół środków, który stanie się moją własnością. I jest to właściwie pierwsze słowo, wypowiedziane tym nowym językiem, ale bynajmniej nie ostatnie.
Wśród muzykologów pojawiały się głosy, że utwór był też reakcją na powstanie węgierskie w roku 1956, jednak Lutosławski temu zaprzeczał, choć nie wykluczał podświadomego wpływu wydarzeń na Węgrzech.

Już po premierze utwór spotkał się z dużym entuzjazmem krytyków i publiczności. Po prawykonaniu Bohdan Pociej pisał:
Utwór ten jest odkryciem, olśnieniem, wstrząsem. Już dzisiaj można go umieścić w rzędzie nielicznych szczytów całej muzyki współczesnej…
Z kolei Zygmunt Mycielski uważał, że kompozycja trafić powinna do „żelaznego repertuaru”, gdyż jest prosta i „trafiona w samo sedno”.
W 1959 roku utwór został nagrodzony Doroczną Nagrodą Związku Kompozytorów Polskich i wyróżniony najwyższą lokatę na Międzynarodowej Trybunie Kompozytorów, organizowanej w Paryżu przez Radę Muzyczną UNESCO. Do swojego repertuaru włączył utwór Leopold Stokowski, który dyrygował nim m.in. podczas inauguracyjnego koncertu Contemporary Music Society w Houston. Był też wielokrotnie wykonywany na Warszawskiej Jesieni, m.in. w 1964, 1984 i 1994. Był też nagrany wielokrotnie na płytach.
Obecnie „Muzyka żałobna” należy do najpopularniejszych utworów polskiej muzyki współczesnej XX wieku.